# الوكالة العربية السورية للأنباء
الوكالة العربية السورية للأنباء وتعرف اختصارًا سانا (SANA) هي وكالة الأنباء الرسمية السورية وهي إحدى قطاعات الإعلام وذات طابع إداري تمارس جميع الحقوق التي تتمتع بها الهيئات الحكومية في الجمهورية العربية السورية، ترتبط بوزارة الإعلام، مركزها الرئيس في دمشق، ولها فروع ومراكز داخل سوريا وخارجها في دول العالم. أُسِّست في دمشق بتاريخ 24 يونيو 1965.

## التوسع والانتشار
للوكالة مكاتب دولية في القاهرة، الكويت، باريس، بيروت، طهران، عمّان، ليبيا، وموسكو. كما تنشر الوكالة أخبارها بعدة لغات عالمية إضافةً للعربية منها الإسبانية، الإنكليزية، التركية، الروسية، العبرية، الفارسية والفرنسية.

## منظمات دولية
وكالة سانا عضو مؤسس في عدد من المنظمات الإعلامية الدولية منها
1. اتحاد وكالات الأنباء العربية
2. رابطة وكالات أنباء حوض البحر الأبيض المتوسط
3. منظمة وكالات أنباء جنوب شرق آسيا

## الموقع الإلكتروني
في نوفمبر 2012، أوقفت شركة سوفت لاير الأمريكية استضافة موقع الوكالة وذلك بجحة تنفيذ العقوبات على سوريا، وُصف الفعل بحسب التلفزيون السوري أنه «إجراء عدائي جديد ضد الإعلام السوري».
وبحسب الموقع الإلكتروني أن الوكالة تتبنى «مواقف سورية وثوابتها الوطنية ودعمها للقضايا العربية والإسلامية ومبادئ الحق والعدل الدوليين وإبراز الصورة الحقيقية لسورية حضارياً وإنسانياً».
في 29 نوفمبر 2024، تعطل موقع الوكالة بعد محاولات اختراق وعمليات إغراق من جهات مجهولة المصدر.

## مديرو الوكالة
توالى على منصب مدير الوكالة 12 إعلاميًّا هم:
| #  | الاسم           | من             | إلى            | المدة              | مرجع  |
| -- | --------------- | -------------- | -------------- | ------------------ | ----- |
| 1  | فوزي حندي       | 9 سبتمبر 1965  | 10 أكتوبر 1966 | 1 سنة و31 أيام     |       |
| 2  | حسين العودات    | 10 أكتوبر 1966 | 20 مارس 1971   | 4 سنوات و161 أيام  |       |
| 3  | مروان الحموي    | 24 مارس 1971   | 31 مارس 1975   | 4 سنوات و7 أيام    |       |
| 4  | د.صابر فلحوط    | 10 يونيو 1975  | 5 نوفمبر 1991  | 16 سنوات و148 أيام |       |
| 5  | د.فائز الصائغ   | 10 نوفمبر 1991 | 1 يوليو 2000   | 8 سنوات و265 أيام  |       |
| 6  | علي عبد الكريم  | 1 أغسطس 2000   | 16 أبريل 2002  | 1 سنة و258 أيام    |       |
| 7  | غازي الذيب      | 16 أبريل 2002  | 25 أبريل 2004  | 2 سنوات و9 أيام    |       |
| 8  | عدنان محمود     | 26 أبريل 2004  | 14 أبريل 2011  | 6 سنوات و353 أيام  |       |
| 9  | أحمد ضوا        | 20 أبريل 2011  | 12 سبتمبر 2017 | 6 سنوات و145 أيام  |       |
| 10 | عبد الرحيم أحمد | 13 سبتمبر 2017 | 13 سبتمبر 2021 | 4 سنوات و2 أيام    | [ 5 ] |
| 11 | إياد ونوس       | 15 سبتمبر 2021 | 30 ديسمبر 2024 | 3 سنوات و294 أيام  | [ 8 ] |
| 12 | زياد محاميد     | 1 يناير 2025   | حتى الآن       |                    |       |

## روابط خارجية
- الموقع الرسمي